# Les Voix du Pamano
 (juillet 2022).
Les Voix du Paramo (Les veus del Pamano), publié en 2004, est un roman de l'écrivain catalan Jaume Cabré, traduit en français et publié en 2009.

## Localisation
Le Pamano (ca) est une rivière, dotée de 1000 noms. La cantilène du Pamano ne s’entend pas du village, ou seulement dans la tête des gens qui vont mourir, si l’on en croit la légende.
La comarque de Pallars Sobirà correspond à une partie de l’ancien comté de Pallars (Marche d'Espagne), province de Lérida (Catalogne, Espagne), avec Sort comme chef-lieu. Dans le roman, l’action se concentre sur trois villages de haute montagne, Torena (imaginée), Sorre, Altron, à égale distance (à vol d’oiseau) entre Port de Salau et Andorre, en gros en Val d'Aran (viguerie de Hautes-Pyrénées-et-Aran), région bien réputée depuis les années 1960 pour le tourisme estival et les sports d’hiver.
Torena est, pour les gens de la ville (Lérida, Barcelone) et les encyclopédies, « un petit village idyllique » (p. 124), « un havre de paix » (p.125), mais d’un froid obscène : 1408 m. d’altitude, 359 habitants, dont 40 scolarisés. C’est le cas pour le nouvel instituteur, Oriol Fontelles, en 1943, mais aussi pour Tina Bros, arrivée au regroupement d’écoles à Sort vers 1980.
De la Torena de 1943, à part le logement de l’instituteur unique, l’école et le café chez Rendé, seule la maison Gravat est décrite et fréquentée par Oriol. De la Torena de 2001-2002, Tina s’intéresse aux tombes du cimetière, puis à peine à l’école, et enfin rencontre quelques personnes.

## Personnages
- Anselm Vilabru i Bragulat (1876-1938), ancien militaire, capitaine, propriétaire terrien, 
  - Pilar Ramis (des Ramis de Tirvia) (?-1924), épouse d’Anselm,
- August Vilabru Bragulat (1878-1971), frère d'Anselm, religieux, théologien, chanoine de la Cathédrale Sainte-Marie d'Urgell (La Seu d'Urgell), mathématicien, tuteur spirituel de sa nièce Elisenda,
- Josep Vilabru (?-1938), fils unique d'Anselm, frère d'Elisenda,
- Elisenda Vilabru Maria (1915-), fille unique d’Anselm et Pilar, héritière, femme d’affaires,
  - Santiago Vilabru Cabestany, mari, affairiste, décédé d'une bien bête crise cardiaque en 1953,
  - Marcel Vilabru i Vilabru (1944-), fils unique, internat IPAIC Saint Gabriel (1962-1971), formation en lettres pour devenir avocat,
    - Mertxe Cantelles-Anglesola i Erill, épouse de Marcel, régulièrement trompée, divorcée,
    - Sergi, enfant unique, à 16 ans le portrait de son grand-père,

  - Jacinto Mas (1919-1970), chauffeur, nettoyeur, régulateur, retraité forcé (vers 1965),
  - Roma Gasull, avocat, administrateur, trésorier,
  - Quique Esteve, moniteur de ski, « son amant athlétique au visage bronzé », polyvalent, évacué en 1971,
- Valenti Targa (1902-1953 ?), « Excellentissime Sr Don Valenti Targa Sau », maire et chef local du Movimiento de Torena, potentat phalangiste, bourreau de Torena, recruté comme « Goël » (rédempteur) d’Elisenda, mort dans un accident de voiture,
- José Oriol Fontelles Grau (1915-1944), instituteur unique de l’école publique de Torena, originaire de Barcelone
  - Rosa, compagne d’Oriol, de Barcelone, enceinte, vite redescendue à Barcelone, pour fuir la lâcheté de son compagnon,
  - Joan (1944-), disparue avec sa mère avant sa naissance,
- Gloria Carmania, la (vieille) Ventura (1907-),
  - Celia Carmania (1935 ? -),
  - Rosa Esplandiu Carmaniu (1939-1959), morte du typhus,
  - Joan Esplandiu Carmaniu Ventureta (1929-1943), exécuté à 14 ans,
  - Ventura, mari (et père) (vers 1910-), supposé exilé en France, lieutenant Marco (chef partisan),
- Pere Serrallac, puis son fils, Jaume Serralac (vers 1935-), marbrier funéraire,
- Tina Bros, Cristina Bros i Espluges (1955-2002), institutrice à l’école publique de Sort, photographe,
  - Jordi, mari, instituteur, Saint-Joseph, en désamour adultérin aussi discret que possible,
  - Arnau, fils unique, étudiant, entrant le 17 février 2002 dans la communauté bénédictine de l'Abbaye de Montserrat,
  - Youri Andrèievitch, Dr Jivago, chat, témoin...

## Chapitrage
1. : Le vol du verdier
2. : Des noms par terre
3. : Des étoiles comme des pointes
4. : Thrène pour le bourreau
5. : Kindertotenlieder
6. : La mémoire des pierres
7. : Le chant de la lause

## Résumé
Le livre se présente comme une enquête sur le travail de mémoire dans un petit village montagnard pyrénéen de Catalogne, écrit en 2004, et pour le lecteur comme un puzzle.

### 1990-2000: Tina
Tout semble commencer avec l’exposition scolaire de fin d’année Un demi-siècle de vie à l’école (1940-2002).
Tina prépare également un livre sur les villages de la comarque de Pallars Sobirà, et sillonne les vallées pour prendre des photographies. Par hasard, elle prend des photos du cimetière du village de Torena, et discute avec le marbrier funéraire. Au second passage au village, comme représentante de sa directrice, elle passe prendre des photos de l’école désaffectée de Torena, promise à destruction dès le lendemain, et récupérer ce qui pourrait servir pour l’exposition (manuels, cahiers, affiches). Le chef des ouvriers lui remet sa trouvaille (dans une cachette), une boîte contenant quatre cahiers scolaires, lettre testamentaire de l’instituteur Oriol à sa fille qui vient de naître et qu’il n’a pas encore rencontrée. La lecture pousse Tina à souhaiter enquêter sur le personnage.
En parallèle, à cause du désamour de son compagnon Jordi, elle l’espionne, inquiète de savoir laquelle de ses collègues de l’école est concernée. Elle contacte les gens qui pourraient, presque 60 ans plus tard, fournir des éclaircissements sur Oriol, et d’abord Jaume, la Ventura, Elisenda…
Tina et Jordi se sont connus à la fin de la période franquiste, ont un peu voyagé (Taizé, Paris), se sont détachés des traditions espagnoles : transition démocratique espagnole, movida. En gros, ils sont libres, areligieux, et quand leur fils leur annonce qu’il part au très célèbre monastère de Montserrat, ils comprennent qu’une partie de leur monde s’écroule. Après une petite enquête, leur fils paraît, à Tina seulement, moderne, serein, impliqué, réfléchi. Elle-même, atteinte d'une tumeur, se fait hospitaliser.

### 1943-1944: l'année Oriol
Un jeune homme de Barcelone, dessinateur de talent, apartidaire, ayant échappé à la guerre civile espagnole (1936-1939), grâce à un opportun ulcère, peut postuler à un poste d’instituteur dans un village montagnard isolé. Arrivé avec Rosa, son épouse enceinte, il est pris en mains par le maire phalangiste. Il est également ravi par les yeux de la belle jeune et presque veuve Elisenda, qui, au vu de son portrait de Rosa, lui demande l’équivalent. Il devient  le peintre de sa majesté la reine Elisenda. Les circonstances le font obéir aux deux puissances : Rosa lui reproche sa lâcheté, le quitte, pour accoucher seule et libre de toute compromission, loin, sans doute à Barcelone. En son absence, la relation peintre-modèle se développe en quelques mois : José pousse Elisenda à lui raconter sa vie, pour tenir la pose.
Dans la lettre testamentaire à sa fille, il livre sa vérité sur cette brève année, et ce qui l'a précédé. Peut-être aurait-il couru de nombreux risques, en acceptant son chemin de croix, sa crucifixion, comme recruté le 16 janvier 1944 par le lieutenant Marco, pour accueillir, héberger et accompagner des clandestins (réfugiés ou militants), et fournir au maquis des renseignements.

### Avant 1944: Torena
Construite en 1731 par et pour Joan Vilabru i Tor, depuis onze générations, la maison Vilabru est occupée  par la famille Vilabru, assez loin de leur origine, la maison Padros (ferme, berger-chef, administrateur, valets, pâtres, terre, forêts, troupeaux de moutons, mulets, chevaux, odeurs, inconfort), déjà loin même du village et de ses habitants. Après la  Première République (1873-1875), le grand-père, Marcel Vilabru (1855-1920) se met au service de la monarchie restaurée. Il envoie son premier fils, Anselm (1876-1936), à l’Académie militaire et le second, August (1878-1971) au séminaire. Anselm a deux enfants, Josep (1900 ?-1936) et Elisenda (1915-). 
Pilar Ramis (des Ramis de Tirvia), épouse d’Anselm, le quitte tôt, très discrètement, alors qu’il combat en Afrique, pour un homme qui annonce à Anselm la mort de Pilar en 1924 à Mendoza. Cette information, souhaitée par Pilar comme dernière volonté, comme beaucoup d’autres informations, est occultée (et détruite) par Bibiana, la vieille femme de confiance qui s’est dévouée à Elisenda.
Pour les Vilabru, les années 1920 sont désastreuses : république du Rif (1921-1926), guerre du Rif (1921-1927), bataille d'Anoual (1921). Le héros proclamé d’Al Hoceïma) quitte l’armée, perd ses droits sur la baronnie de Malavella. Mais les années 1930 sont catastrophiques : Seconde République (1931-1939), et surtout un groupe d’incontrôlés de la FAI, menée par l’instituteur Maximo Cid, convoque les trois conseillers municipaux disponibles (Joan Bringué, Rafael Gassla, Josep Mauri), et leur fait exécuter sans procès les personnes les plus riches du village, Anselm (« propriétaire de la moitié de la commune » et maire de Torena) et son fils Josep Vilabru.
La famille fuit un certain temps à  Saint-Sébastien (Pays basque espagnol), cependant qu'Elisenda poursuit sa formation chez les sœurs  de Sainte-Thérèse , au Collège Sainte-Thérèse (Barcelone-Bonanova), Compagnie de Sainte Thérèse, de Enrique de Ossó (béatifié en 1979, canonisé en 1993).
Le 28 février 1938, August marie sa nièce (selon sa volonté) à l’affairiste Santiago Vilabru Cabestani. Le 1er mars 1938, Elisenda fait, par contrat, Valenti Targa, son « Goël », son justicier pour exécuter les responsables des deux morts de sa famille. Elle lui assure son soutien presque inconditionnel.
Les partisans, ou résistants au franquisme, menés par un mystérieux lieutenant Marco, assisté d’un certain Eliot, tiennent à peu près la montagne, avec la France comme base arrière, et lancent l’invasion du Val d'Aran (octobre 1944) : José Oriol joue, presque malgré lui, écartelé, plusieurs rôles, jusqu'à sa mort, héroïque ou non.

### Après 1944: Elisenda
Les cinquante années font l’objet d’une reconstitution plurielle, par l’enquête de Tina, en l’absence de coopération d’Elisenda. Cette approche catalane (et en catalan) de l’évolution sociale et politique en Catalogne est sans doute moins accessible à des lecteurs uniquement francophones : Espagne franquiste (1939-1977) (Francisco Franco (1892-1975)), transition démocratique espagnole (1975-1986), Loi sur la mémoire historique (2007).
Le mari absent, tenu à distance, Santiago, meurt en 1953 dans les bureaux du Syndicat vertical (1940-1976), après s’être fait escroquer par Agustin Rojas Pernera, malgré le gouverneur Nazario Prats : Elisenda parvient à récupérer l’essentiel. Le maire Targa meurt également.
Elisenda, bien formée, devient définitivement une femme d’affaires, ne dépendant de personne, avec son obscène richesse, et une intense vie religieuse, prête à soutenir le regard de Dieu : « la sainte nitouche qui avait acheté la moitié de la commune et l’avait revendue à prix d’or ! », « Madame Elisenda est inattaquable ou, tout au moins, indétrônable » (p. 428).
En 1957, a lieu l’inauguration de la station de ski de la « Tuca Negra », semblable à la station réelle de Baqueira Beret : l’empire sportif des Vilabru s’établit sur l’émergent sport d’hiver : matériel sportif, installations sportives…
Les dépenses d’investissements (achats de terrains en montagne, d’entreprises), les recettes de vente permettent d’autres dépenses : celles du mari, puis celles des aventures amoureuses du fils.
Le 24 avril 1971, se déroule le mariage de Marcel avec Mertxe, au maître-autel du monastère de Montserrat, en présence de toutes les autorités civiles, militaires, religieuses.
Une part sans doute énorme des bénéfices des entreprises d’Elisenda est destinée à faire avancer le dossier du procès en béatification puis en canonisation de José Oriol Fontelles Grau, d’abord déclaré vénérable, à la suite du miracle de cette satanée Cecilia Bascones, tenancière du bureau de tabac, victime du miracle (p. 569), adepte d’un vocabulaire médical abscons (phrénocolopexie).
Le postulateur de la cause du « futur bienheureux, auprès de la Congrégation des rites (dissoute en 1969), est Mossèn August Vilabru, puis le brillant théologien Mossèn Fernando Rella, au risque de faux témoignages et de possibles corruptions.
Interviennent Josemaría Escrivá de Balaguer (1902-1975), fondateur et président de l’Opus Dei, les papes Paul VI (pape de 1963 à 1978), Jean-Paul II (pape de 1978 à 2005). Le roman commence au 30 mars 2002, au Vatican, par une entrevue pontificale accordée au groupe 35Z, (Elisenda, Marcel, Sergi, Mertxe, Gasull).
Tina mène l’enquête, à partir de cartons d’articles de journaux, de bulletins paroissiaux, et tente d’arrêter la procédure, de retarder la cause du Vénérable Fontelles. En réponse à un entretien en confession, Mossèn Rella de la cathédrale de Barcelone lui déclare : « Le conseil que je te donne, ma fille, est de ne pas remuer la merde » (p. 250).
Elisenda, âgée, presque aveugle (les pupilles mortes de la dame), demeure aussi discrètement puissante et résolue, d’autant que la transition sociale, culturelle, politique, a permis l’élection démocratique d’un maire de gauche, et le changement des noms des rues et places : Gloria et Celia, après 38 ans, s’autorisent à prendre la rue du Milieu (autrefois (1946-1976) rue Oriol Fontelles).

## Éditions françaises
- Version brochée  (ISBN 978-2-267-02029-8)
- Version poche  (ISBN 978-2-264-05178-3)

## Accueil francophone
Le lectorat francophone semble restreint, contrairement à d'autres (catalan, espagnol et allemand), au moins pour le nombre de livres vendus avant la republication en format de poche.
- « Les Voix du Pamano, énorme succès lors de sa parution en Espagne, est sorti en France en 2009 dans une indifférence quasi générale. […] Ceux qui ont lu Les Voix du Pamano savent que Cabré s'y entend comme personne pour multiplier les pistes, les personnages, les strates de temps, les histoires intimes et collectives, pour faire parler morts et vivants dans le même mouvement. Ils savent aussi que c'est un plaisir de lecture qu'il suffit de s'accorder pour y adhérer sans réserve. » [1],
- « Un plaisir de lecteur, apprécier le personnage d’Élisenda Vilabru, personnage central qui transcende le roman, femme omnipotente, capable de tout pour arriver à ses fins, mère imcompétente, manipulatrice habile, amoureuse passionnée, bigote calculatrice et despote intransigeante. Un plaisir à aimer et à détester ! » [2],
- « Brillant puzzle autour des deux thèmes qui semblent fasciner Jaumé Cabré : l’art et le mal. Plume extraordinaire, roman dense et ambitieux » [3],

Il convient de situer également le roman dans un contexte ibérique récent de religiosité, par exemple avec apparitions mariales, Église chrétienne palmarienne des Carmélites de la Sainte-Face (1978), dirigée par Clemente Domínguez y Gómez (1946-2005), Manuel Alonso Corral (1934-2011), puis Sergio Maria (1959-).

## Récompenses et distinctions
- Prix de la critique narrative catalane (ca), 2005
- Prix du septième ciel de Salt (ca) (Salt, 2007)

## Adaptation
Le roman est adapté pour la télévision en 2009 par Lluís Maria Güell i Guix (ca)  (1947-). Le film est sélectionné pour le Prix Gaudí 2009 de la meilleure minisérie pour la télévision (ca).